# Mylothris ochracea
Mylothris ochracea is een vlindersoort uit de familie van de Pieridae (witjes), onderfamilie Pierinae.
Mylothris ochracea werd in 1895 beschreven door Aurivillius.